# 维尼亚什
维尼亚什是葡萄牙布拉干萨区的一个堂区。总面积33.2平方公里，总人口293人，人口密度8.8人/平方公里。